# C. Herschel (cráter)

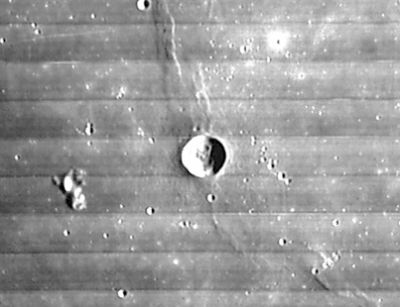
Fotografía de la misión Lunar Orbiter 4

C. Herschel es un pequeño cráter de impacto lunar que se encuentra en la parte occidental del Mare Imbrium. Es un elemento relativamente aislado dentro de la gran extensión del mar. Al sursudoeste aparece Heis, un cráter similar.

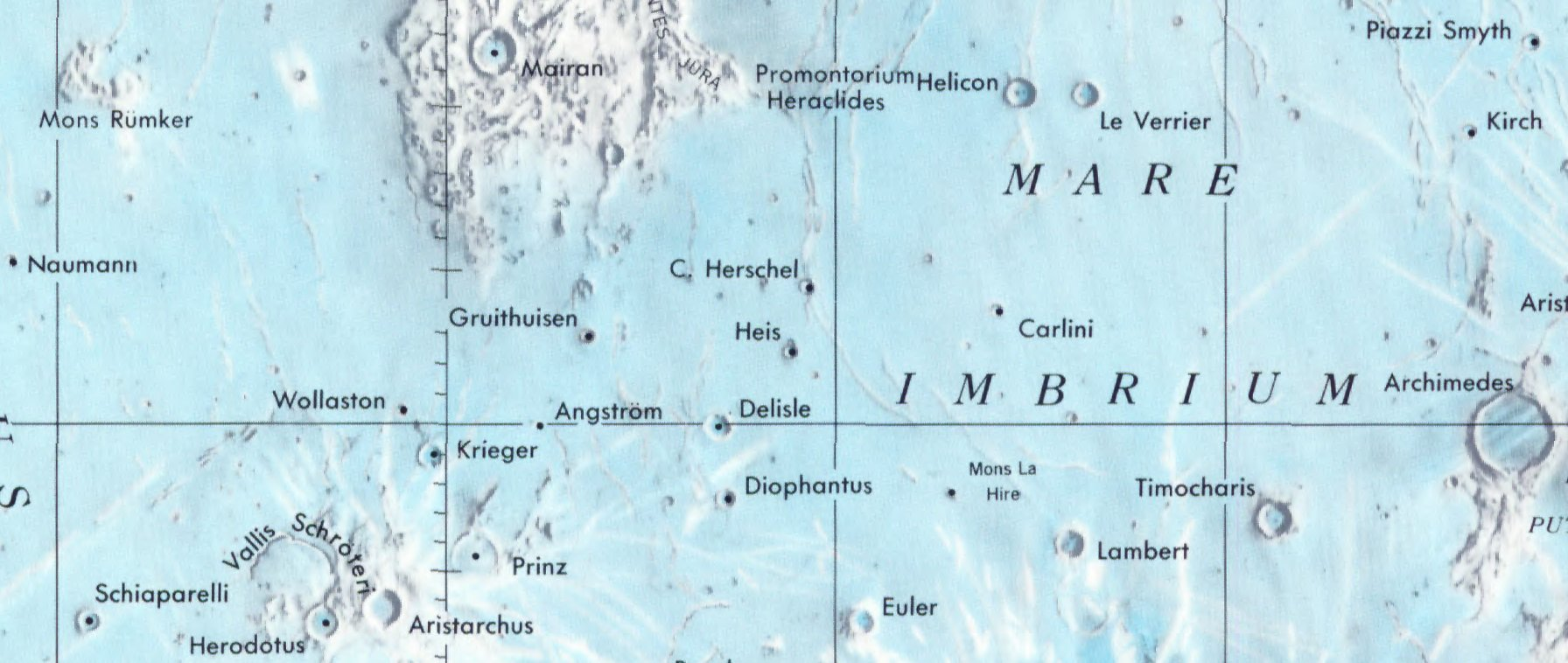
Localización de C.Herschel (centro de la imagen)

Es una formación circular, en forma de cuenco que no ha sufrido una erosión significativa. El piso interior tiene el mismo albedo bajo que el mar lunar circundante.  C. Herschel se encuentra en una dorsum del mar lunar denominada Dorsum Heim. Lleva el nombre en homenaje de Carolina Herschel.

## Cráteres satélite
Por convención estos elementos son identificados en los mapas lunares poniendo la letra en el lado del punto medio del cráter que está más cerca de C. Herschel.
|             | \| C. Herschel \| Coordenadas \| Diámetro \| \| ----------- \| ----------------------------- \| -------- \| \| C \| 37°12′N 32°30′O / 37.2, -32.5 \| 7 km \| \| E \| 34°12′N 34°42′O / 34.2, -34.7 \| 5 km \| \| U \| 36°12′N 31°30′O / 36.2, -31.5 \| 3 km \| \| V \| 36°24′N 33°30′O / 36.4, -33.5 \| 4 km \| |          |
| C. Herschel | Coordenadas | Diámetro |
| C           | 37°12′N 32°30′O / 37.2, -32.5 | 7 km     |
| E           | 34°12′N 34°42′O / 34.2, -34.7 | 5 km     |
| U           | 36°12′N 31°30′O / 36.2, -31.5 | 3 km     |
| V           | 36°24′N 33°30′O / 36.4, -33.5 | 4 km     |

## Referencias

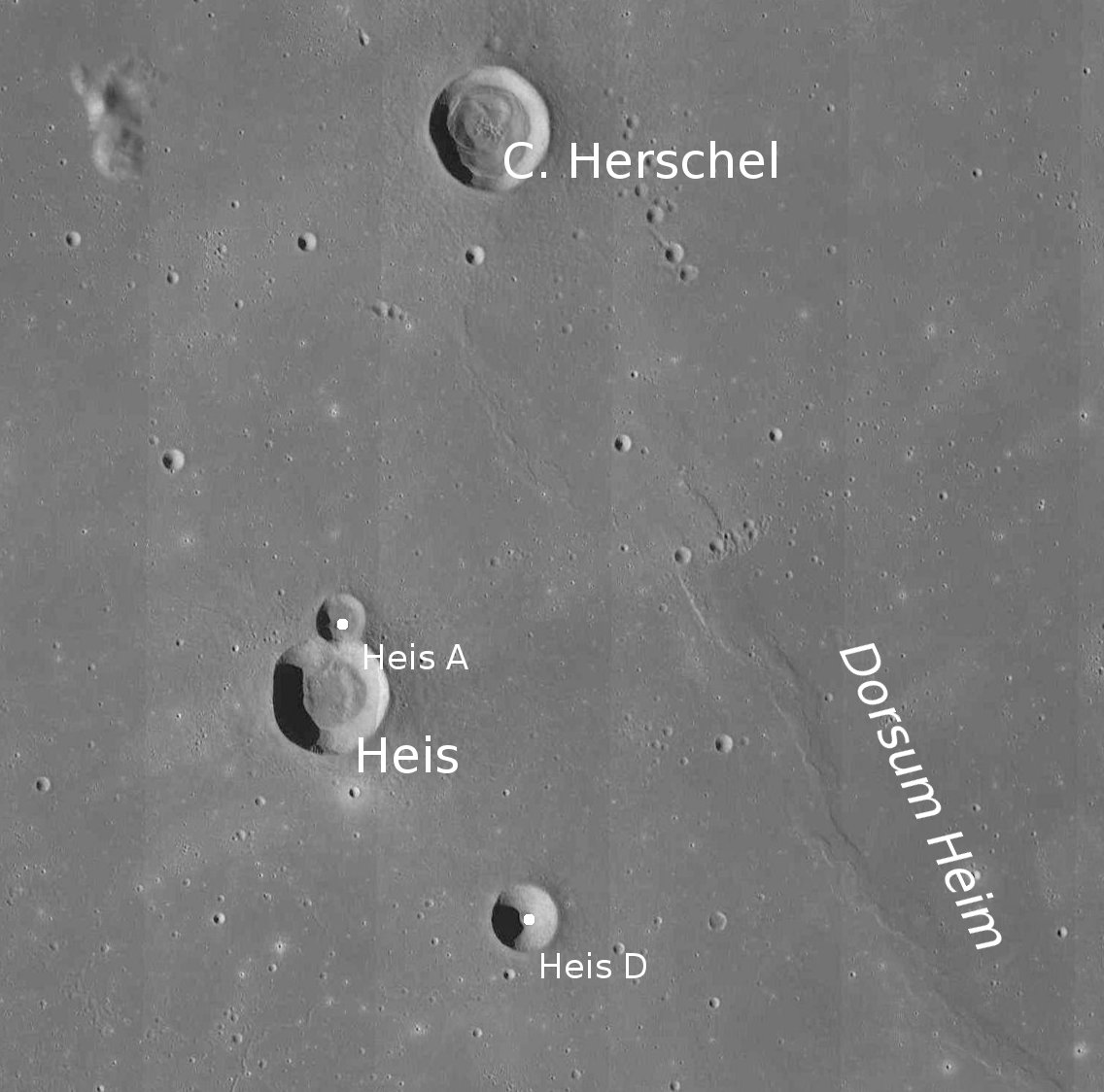
Fotografía de la misión Lunar Reconnaissance Orbiter